# استان بنادر
بَنادِر (به عربی: بنادر) یکی از استان‌های سومالی است که در جنوب شرق این کشور واقع شده است. استان بنادر کوچک‌ترین و در عین حال پرجمعیت‌ترین استان سومالی است و مساحت آن همان مساحت شهر موگادیشو، پایتخت سومالی، است. این استان با ۳۷۰ کیلومتر مربع مساحت در سال ۲۰۱۴ میلادی ۱٬۶۵۰٬۲۲۷ نفر جمعیت داشت که ۳۶۹٬۲۸۸ نفر از آنان آوارگان جنگی بودند.